# Jakowlew Ja-1
Die Jakowlew Ja-1 Awijetka (russisch Яковлев Я-1 Авиетка, auch: AIR-1, АИР-1) war ein sowjetisches Doppeldecker-Flugzeug. Sie war das erste von Alexander Jakowlew gebaute Motorflugzeug und wurde als Einzelexemplar gefertigt.

## Entwicklung
Jakowlew, der zu dieser Zeit Motorenwart in einer Arbeitsgruppe der Militärakademie der Luftstreitkräfte war, beschäftigte sich nebenbei mit Konstruktionsproblemen im Flugzeugbau. Nach Fürsprache des Aerodynamikers Wladimir Pyschnow wurden ihm für den Bau und die Entwicklung vom Vorstand der OSSOAWIACHIM Gelder bewilligt. Die Arbeiten begannen 1926 und acht Monate später startete Julian Piontkowski am 12. Mai 1927 zum erfolgreichen Erstflug.
Die Maschine war stabil und einfach zu fliegen. Die Erprobung beinhaltete auch einen Überlandflug Moskau-Charkow-Sewastopol-Moskau von Piontkowski und Jakowlew. Sie legten dabei 1420 Kilometer in 15 Stunden und 30 Minuten zurück, was einen Geschwindigkeits- und Streckenweltrekord für Sportflugzeuge darstellte. Als Reaktion für die erfolgreiche Konstruktion wurde Jakowlew als Konstrukteur in die Akademie der Luftflotte berufen. Das auch verwendete Kürzel AIR bezieht sich auf den Politiker Alexei Iwanowitsch Rykow.

## Beschreibung
Die Ja-1 war eine leichte Konstruktion mit einem Holzrahmen und Stoffbespannung, im Bugbereich bestand die Beplankung aus Sperrholz. Die Tragflügel besaßen ein Profil Göttingen 387 und waren durch I-Stiele miteinander sowie mit dem Rumpf verbunden, das Tragwerk war außerdem verspannt. Das Fahrwerk war starr mit durchgehender Achse und Schleifsporn am Heck.

## Technische Daten

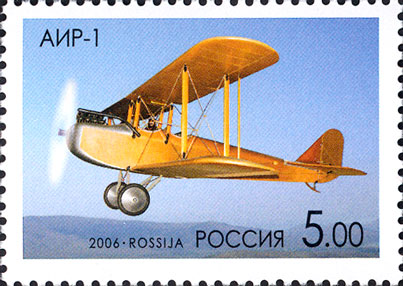
AIR-1 auf einer russischen Briefmarke (2006)

| Kenngröße             | Daten                                                      |
| --------------------- | ---------------------------------------------------------- |
| Baujahr               | 1927                                                       |
| Konstrukteur          | Alexander Sergejewitsch Jakowlew                           |
| Besatzung             | 2                                                          |
| Länge                 | 6,99 m                                                     |
| Spannweite            | 8,85 m                                                     |
| Höhe                  | 2,65 m                                                     |
| Flügelfläche          | 18,7 m²                                                    |
| Leermasse             | 335 kg                                                     |
| Zuladung              | 200 kg                                                     |
| Startmasse            | 535 kg                                                     |
| Flächenbelastung      | 28,6 kg/m²                                                 |
| Leistungsbelastung    | 8,9 kg/PS                                                  |
| Triebwerk             | ein luftgekühlter Vierzylinder-Reihenmotor A.D.C. Cirrus I |
| Startleistung         | 60 PS (44 kW)                                              |
| Tankvolumen           | 50 kg                                                      |
| Höchstgeschwindigkeit | 140 km/h                                                   |
| Reisegeschwindigkeit  | 120 km/h                                                   |
| Landegeschwindigkeit  | 60 km/h                                                    |
| Steigleistung         | 2,1 m/s                                                    |
| Reichweite            | 480 km                                                     |
| Gipfelhöhe            | 3800 m                                                     |
| Startrollstrecke      | 90 m                                                       |